# りんくう常滑駅
りんくう常滑駅（りんくうとこなめえき）は、愛知県常滑市りんくう町にある、名古屋鉄道（名鉄）空港線の駅。駅番号はTA23。
当駅の施設は、空港線の第三種鉄道事業者である中部国際空港連絡鉄道が保有している。

## 歴史
中部国際空港の開港に合わせて、愛知県が埋立造成した地域開発用地「中部臨空都市」の空港対岸部（いわゆる「前島」）に位置する。駅設置計画時の仮称は前島駅であった。
空港線は2004年（平成16年）10月16日に暫定開業したが、当時当駅は設置されず運行されていた空港関係者限定列車はすべて通過していた。当駅の営業・停車開始は2005年（平成17年）1月29日の一般向け正式開業時からである。開業当初の日中は急行が毎時2本停車するだけだったが、その後普通列車も一部の時間帯に増発（正確には常滑止まりだったのを一部中部国際空港まで延長）され、急行または準急と合わせて毎時4本停車する時間帯が増加した。

### 年表
- 2004年（平成16年）10月16日：暫定開業（運行していた空港関係者用列車も停車せず）。
- 2005年（平成17年）1月29日：開業。当時は快速急行停車駅であった。
- 2008年（平成20年）12月27日：ダイヤ改正により、快速急行は通過となる。
- 2011年（平成23年）2月11日：ICカード「manaca」の利用が可能となる。
- 2012年（平成24年）2月29日：トランパスの使用を終了。

## 駅構造
相対式ホーム2面2線を有する高架駅。ホームは8両まで対応しており、ホーム中央部6両分のみ屋根が設置されている。無人駅で、駅集中管理システム（管理駅は常滑駅）が導入されている。
当駅はミュースカイと特急の全便が通過する終日無人駅ではあるが、2023年2月までは構内で「Meitetsu free Wi-Fi」が利用できていた（犬山線の犬山遊園駅も同様。こちらはミュースカイ・快速特急・特急が全便停車する）。
ホームは8両編成に対応しているが当駅に停車する列車は全て6両編成以下である。
| 番線 | 路線      | 方向 | 行先                         |
| ---- | --------- | ---- | ---------------------------- |
| 1    | TA 空港線 | 下り | 中部国際空港ゆき             |
| 2    | TA 空港線 | 上り | 太田川・金山・名鉄名古屋方面 |

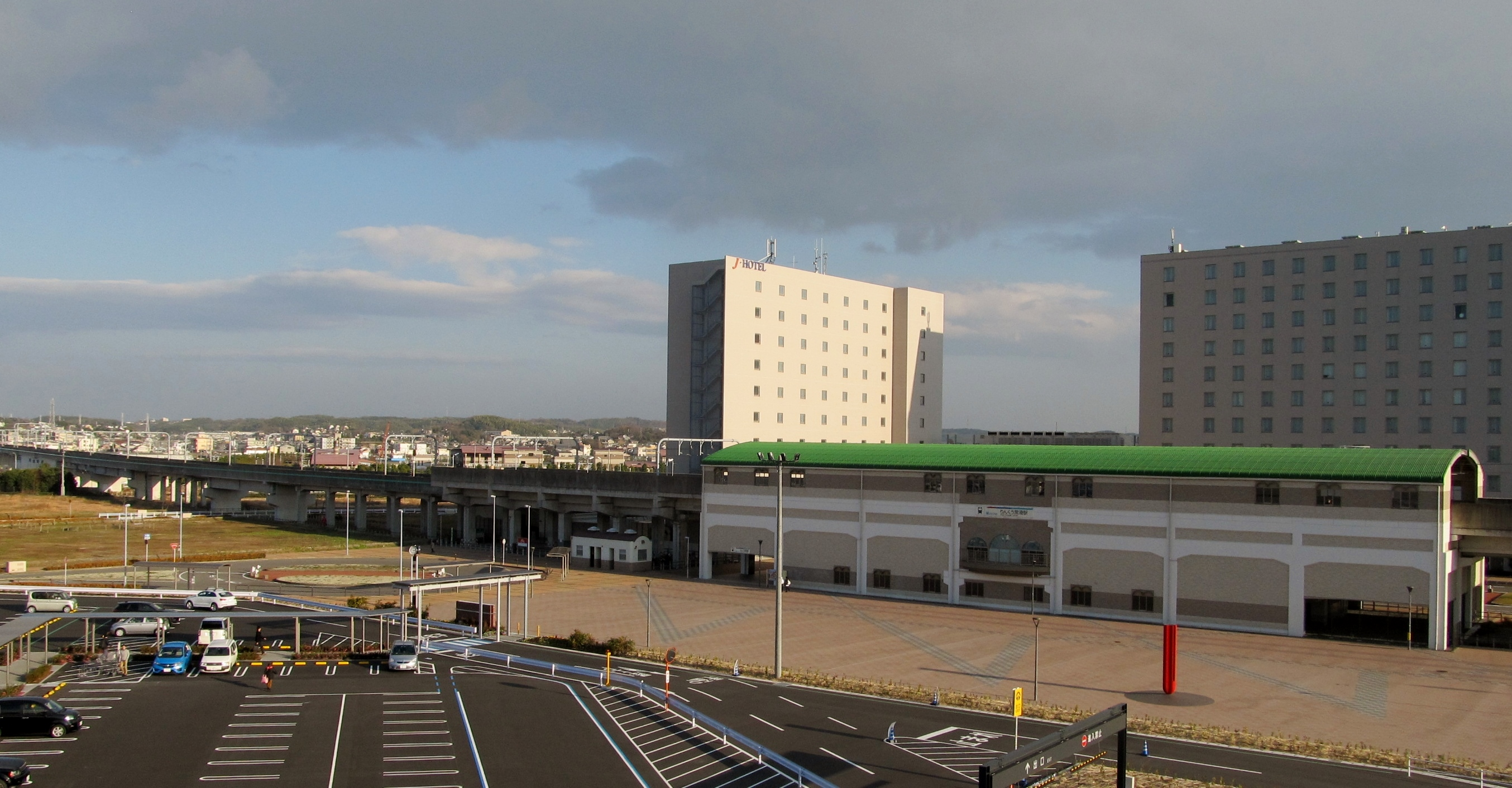
北口全景
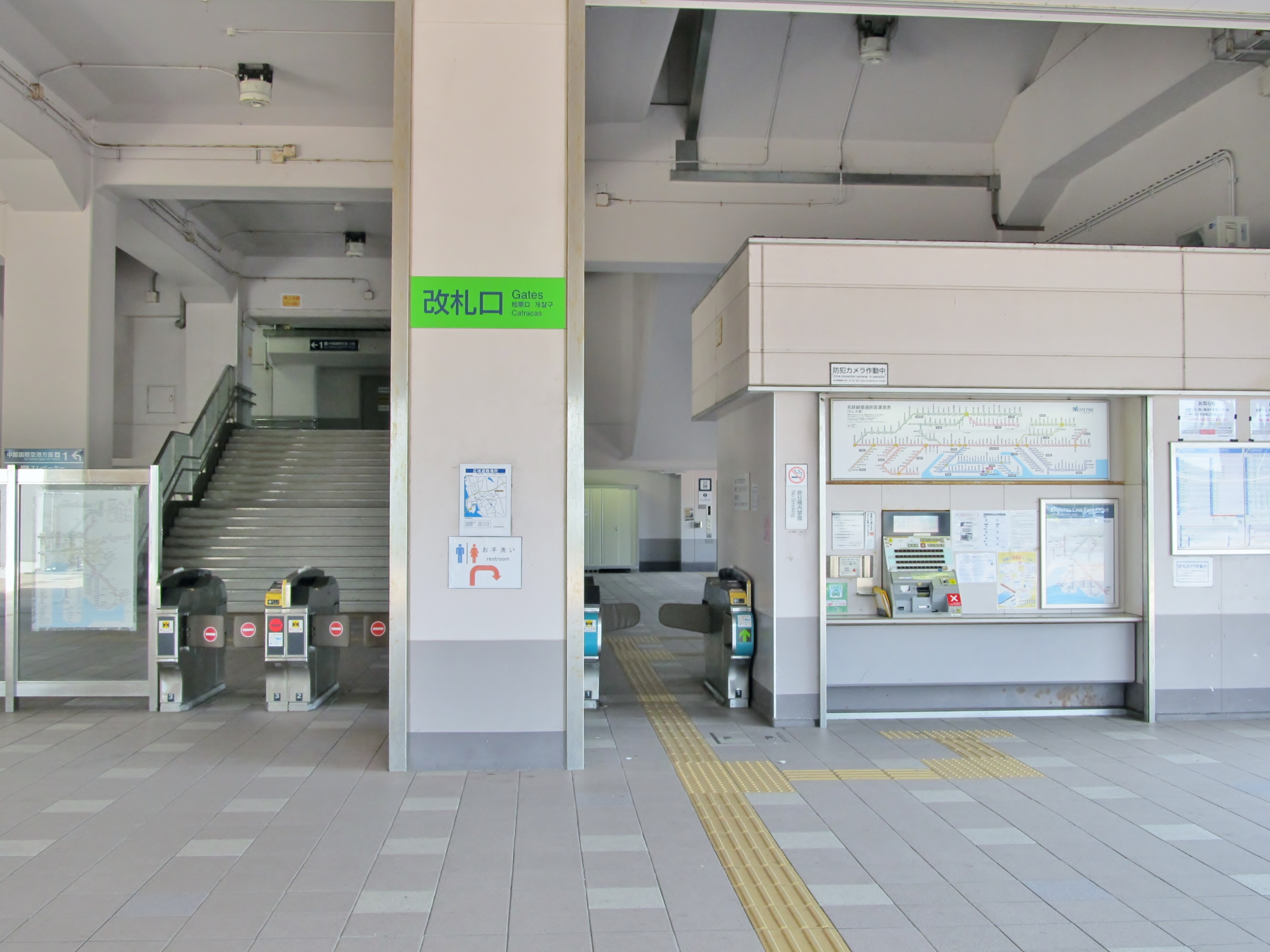
高架下にある改札口
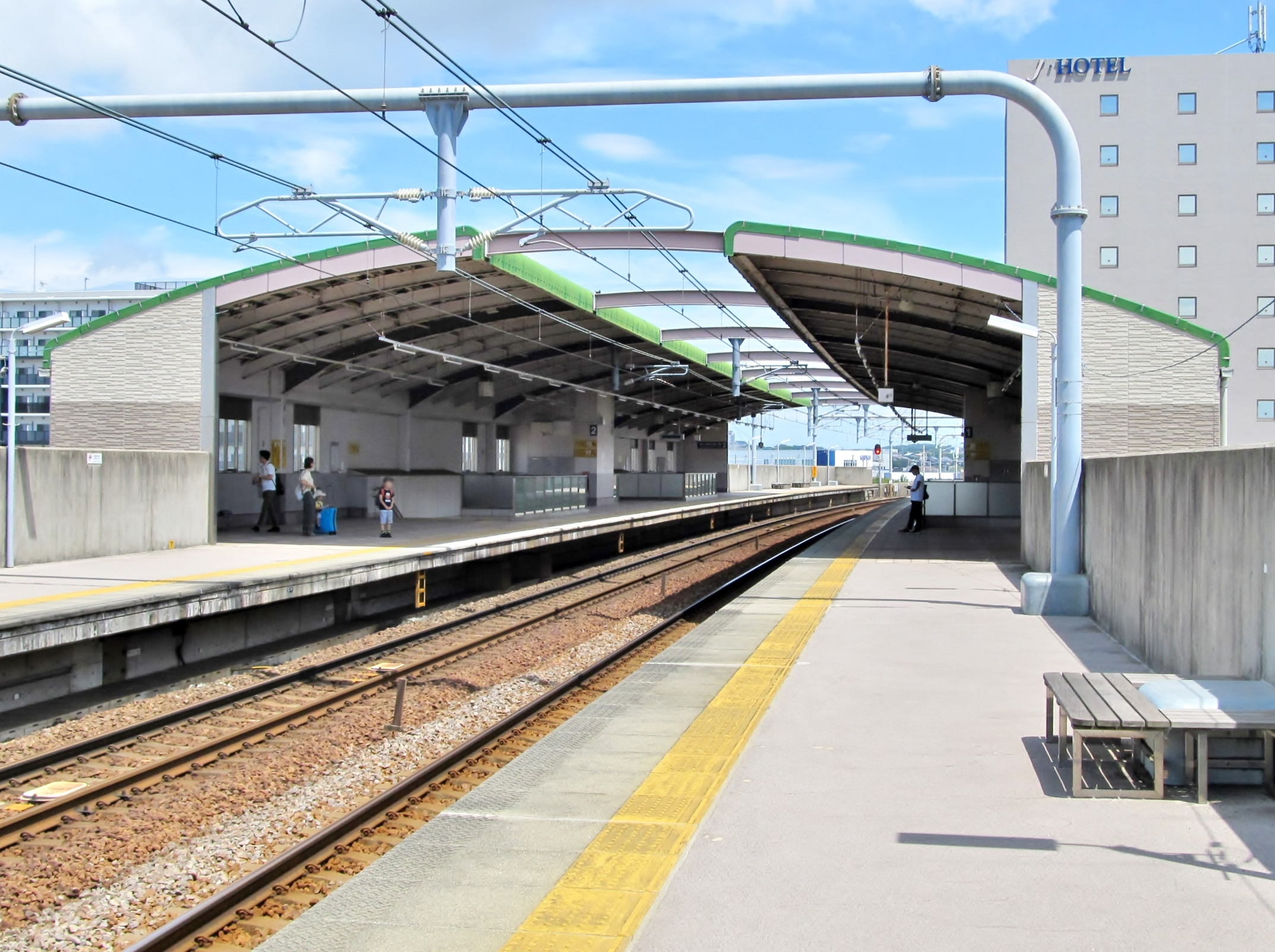
ホーム
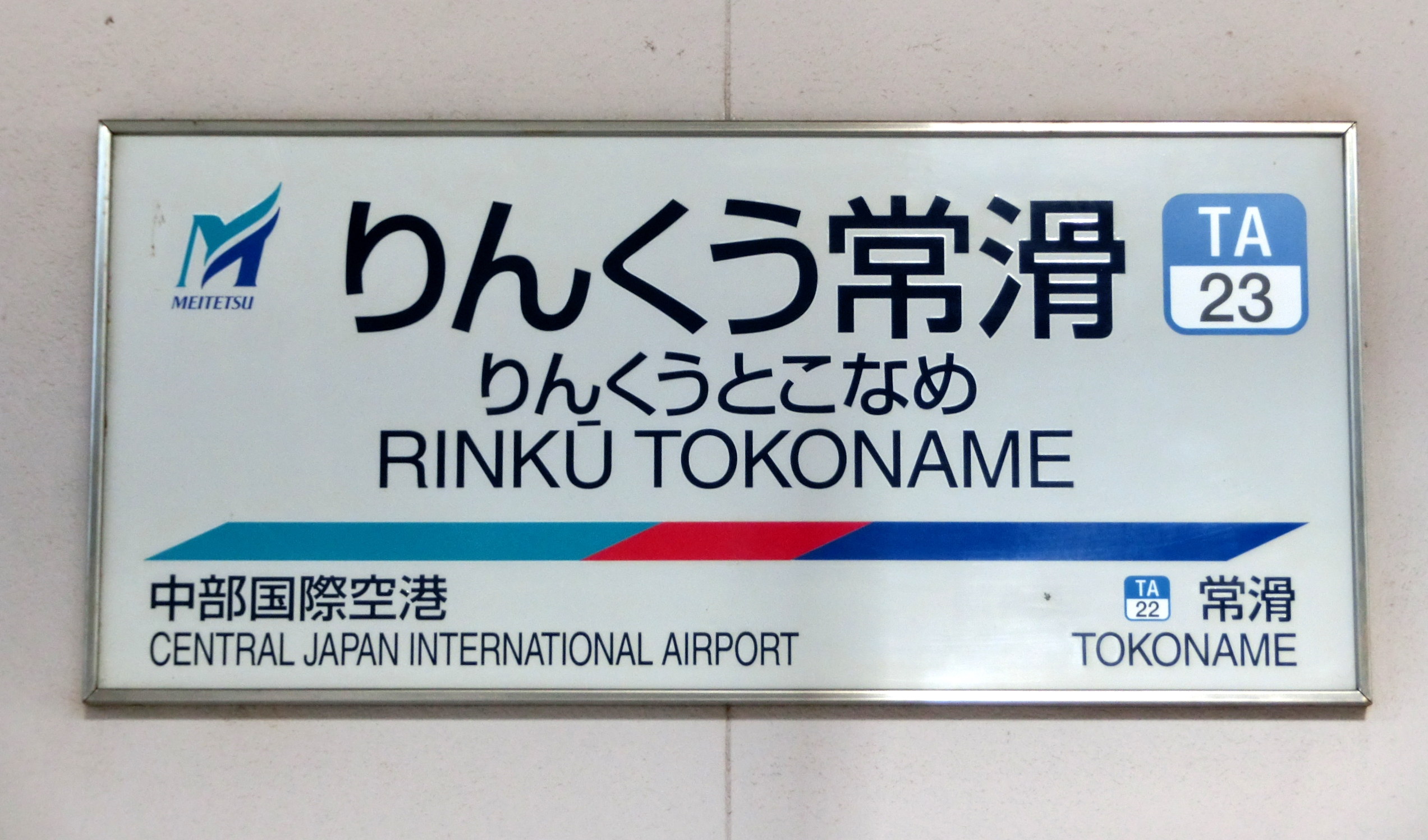
駅名標

### 配線図
| ← 常滑・ 名鉄名古屋方面 | りんくう常滑駅 構内配線略図 | → 中部国際空港駅 |
| 凡例 出典:              |                             |                  |

## 利用状況
- 『名鉄120年：近20年のあゆみ』によると、2013年（平成15年）度当時の一日平均乗降人員は510人であり、この値は名鉄全駅（275駅）中262位、常滑線・空港線・築港線（26駅）中25位であった[5]。

開業以降の1日平均乗降人員は下表の通り。
| 年度               | 1日平均乗降人員 | 1日平均乗降人員 | 1日平均乗降人員 |
| 年度               | 定期            | 定期外          | 合計            |
| ------------------ | --------------- | --------------- | --------------- |
| 2004年（平成16年） | 2               | 532             | 534             |
| 2005年（平成17年） | 36              | 283             | 319             |
| 2006年（平成18年） | 76              | 331             | 407             |
| 2007年（平成19年） | 104             | 352             | 456             |
| 2008年（平成20年） | 98              | 332             | 430             |
| 2009年（平成21年） | 102             | 316             | 418             |
| 2010年（平成22年） | 102             | 330             | 432             |
| 2011年（平成23年） | 118             | 372             | 490             |
| 2012年（平成24年） | 112             | 380             | 492             |
| 2013年（平成25年） | 98              | 412             | 510             |
| 2014年（平成26年） | 104             | 441             | 545             |
| 2015年（平成27年） | 336             | 1,281           | 1,617           |
| 2016年（平成28年） | 598             | 1,677           | 2,275           |

徒歩や125cc以下の二輪車、自転車などは空港連絡橋を通行できないため、空港へ向かうために当駅で電車に乗り換える乗客もいる。
駅周辺は現在開発が進んでおり、2015年（平成27年）にイオンモール常滑が開業したことで同年度以降は利用者が急増している。

## 駅周辺
常滑焼まつり・常滑納涼大花火大会の開催地最寄り駅である。規制緩和により、主に単身用の賃貸マンションが複数立地し、定住人口がわずかながら上昇している。

### 主な施設
- イオンモール常滑（2015年（平成27年）12月4日開業、駅北口から徒歩で約1分）
  - 餃子の王将
  - サイゼリヤ
  - ミスタードーナツ
- Jホテルりんくう
- J・ANNEX（J・HOTEL りんくう 別館）
- アルモニーヴィラ オージャルダン（結婚式場）
- マンダリンポルト
- アリラガーデンリゾート
- めんたいパークとこなめ（2012年（平成24年）12月13日開業）
- NTPマリーナりんくう（2013年（平成25年）4月6日開業）
- ユミコア日本触媒研究所
- コストコ 中部空港倉庫店（2013年（平成25年）8月30日開業）
- ビアンカーラマリーナテラス（結婚式場、2014年（平成26年）12月20日開業）
- りんくうビーチ
- りんくうIC（セントレアライン）

### バス路線
知多バスが駅前ロータリーにバスが乗り入れていたが、2022年9月で廃止されている。
※ なお、駅前に立地するイオンモール常滑から、常滑駅へ常滑市コミュニティバスが、運行されている。中部国際空港への無料シャトルバスが運行されていたが、2024年3月31日をもって運行終了している。

## 隣の駅
名古屋鉄道
TA 空港線
□ミュースカイ・■特急・□快速急行
通過
■急行・■準急・■普通
常滑駅 (TA22) - りんくう常滑駅 (TA23) - 中部国際空港駅 (TA24)